# Svea Rike
Svea Rike é um dos jogos de grande sucesso da Paradox Interactive, e consiste em um ambiente de estratégia em que o jogador deve governar um dos três países escandinavos: Dinamarca, Suécia, e Noruega (tecnicamente, a Dinamarca não faz parte da península escandinava).